# Lüerdissen (Lemgo)
Lüerdissen ist ein Ortsteil der Stadt Lemgo im Kreis Lippe in Nordrhein-Westfalen.

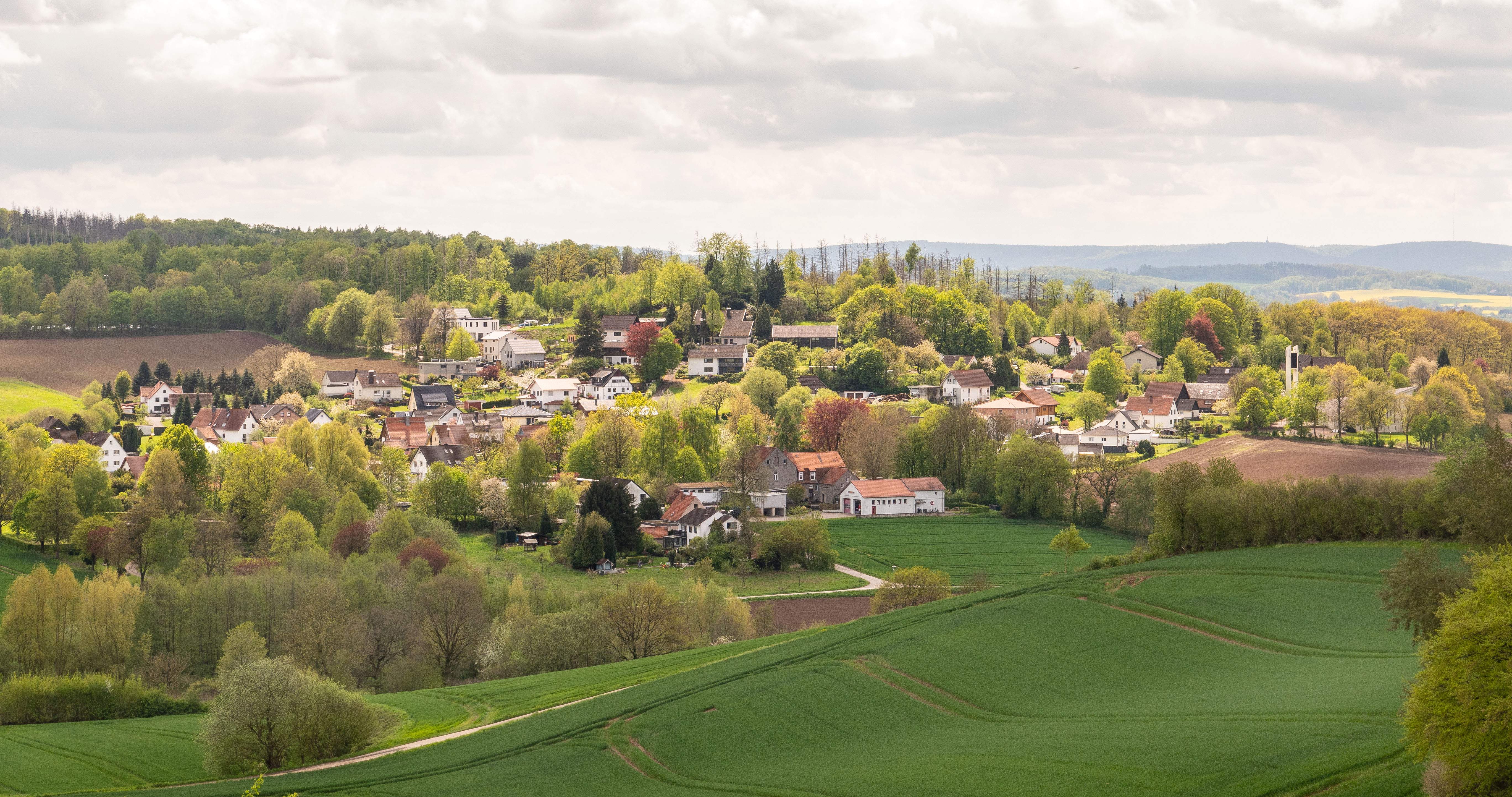
Lüerdissen, Ansicht von Norden

## Geschichte
Der Lemgoer Ortsteil Lüerdissen besteht aus den Siedlungen Luhe, Luherheide und Lüerdissen. Die älteste Siedlung ist Luhe und gehörte ursprünglich zur Villikation zu Brede, deren Höfe beiderseits des Luhebachs lagen. Lüerdissen war eine planmäßige Anlage aus dem frühen Mittelalter, in der fünf Höfe oder Kolonate um einen Teich und freien Platz angeordnet worden waren. Teich und Platz konnten alle Kolonate gleichermaßen nutzen.
Um 800 n. Chr. wird in einer nicht datierten Heberolle der Villikation zu Brede der Name Liuderedeshusun (Lüerdissen) genannt. Der am Luhebach liegende Hof zu Brede war ein Meierhof. Alle Kolone, die keinen eigenen Hof besaßen, sondern ihn für einen Grundherren bewirtschafteten, wurden Meier oder Villicus genannt. Hier wurde vorwiegend Getreide und Flachs angebaut, während die Viehzucht keine große Rolle spielte.
Lüerdissen wurde 1309 erstmals urkundlich erwähnt. Erenfried von Luderdissen war um 1335 Lehnsträger der Abtei Herford und Grundherr in Lüerdissen. Zu dieser Zeit gab es noch keine Familiennamen und die Familien wurden nach dem Ort benannt, in dem sie Grundbesitz hatten. Um 1535 wurden Luhe mit 7 Höfen und Lüerdissen mit 6 Höfen zur Bauerschaft Lude, später Lüerdißen, zusammengelegt. Der Grund war offenbar die räumliche Nähe und die ähnlichen Namen, die von dem beide Orte verbindenden Bachlauf stammen.
Zu Beginn des 17. Jahrhunderts setzte Graf Simon VI. das strengere reformierte Bekenntnis in Lippe durch. Eine Ausnahme bildete die Stadt Lemgo, deren Bewohner weiterhin lutherisch bleiben konnten. Die landesherrliche Kirche reglementierte mit Hilfe von Kirchenordnungen zunehmend das Privatleben der Untertanen. Die neuen Bestimmungen richteten sich gegen Aufwand und Prunk, ausschweifende Feiern und Saufgelage und die Entheiligung der Sonn- und Feiertage. Häufiger Kirchenbesuch war Pflicht. Verstöße gegen die Kirchenordnung wurden vom Gogericht bestraft.
Im Dreißigjährigen Krieg (1618–1648) litt auch Lüerdissen unter dem Durchzug fremder Truppen. Obwohl sich Lippe als neutral erklärt hatte, musste der lippische Graf sogenannte Kontributionen von der Bevölkerung eintreiben lassen. Dabei handelte es sich um Zwangsabgaben zur Finanzierung und Versorgung des Militärs. Im Verlauf des Krieges wurden die Repressalien durch die kriegführenden Parteien immer schlimmer. Als 16 Kompanien der kaiserlichen Truppen in Lüerdissen ihr Lager aufschlugen, flüchteten die meisten Bewohner in die Wälder östlich des Ortes. Am Ende des Krieges 1648 hatte Lüerdissen 106 Einwohner in 28 Haushalten. Es gab noch immer Einquartierungen. Die Kontribution blieb bestehen und wurde zur regelmäßigen Steuer umgewandelt, um die aufwändige gräfliche Hofhaltung zu finanzieren.
In Lippe bestand seit 1684 eine Art von Schulpflicht, doch viele Eltern schickten ihre Kinder, die zum Viehhüten und zur Feldarbeit benötigt wurden, selten oder gar nicht zur Schule. Ein Jahr später bekam Lüerdissen einen von der Kirche gestellten Lehrer. 1699 wurde die erste Schule gebaut und der Landesherr schenkte der Lüerdisser Schule zwei Scheffelsaat (3.434 m) Land, das der Lehrer bewirtschaften konnte. Die Lehrer benötigten zu dieser Zeit noch keine formelle Ausbildung und hatten einen Nebenberuf, um ihren Lebensunterhalt zu sichern. 1800 wurde in Lüerdissen eine neue Schule gebaut, da die alte baufällig geworden war. Die Bewohner beteiligten sich mit 340 Talern und Fürst Leopold I. bewilligte einen Zuschuss von 200 Talern.
1808 wurde von Fürstin Pauline die Aufhebung der Leibeigenschaft verkündet. Eine Verbesserung der Lebenssituation der Betroffenen trat allerdings nicht ein, weil die grundherrlichen Abgaben und Dienstpflichten belastender waren als die Leibeigenschaft. Um 1840 war die Armut bedrückend und 22 % der Einliegerfamilien mussten vom Amt Brake unterstützt werden. In Lüerdissen wurde ein Hülfsverein gegründet, der zeitweilig 114 Personen mit Naturalien versorgte. Viele Bewohner arbeiteten als Wanderziegler oder suchten sich in Amerika eine bessere Zukunft.
Im Ersten Weltkrieg (1914–1918) fielen 20 Männer aus Lüerdissen und im Zweiten Weltkrieg (1939–1945) waren 46 Tote und Vermisste zu beklagen. Nach Ende des Krieges kam eine große Anzahl von Flüchtlingen und Vertriebenen aus den ehemaligen deutschen Ostgebieten nach Lüerdissen. Viele von ihnen wurden später sesshaft und in den 1950er Jahren entstand auf der Luherheide eine neue Siedlung für rund 120 Haushalte.
Bis zur Eingemeindung nach dem Lemgo-Gesetz am 1. Januar 1969 war Lüerdissen eine selbstständige Gemeinde im Kreis Lemgo. Dieser wurde zum 1. Januar 1973 aufgelöst und mit dem Kreis Detmold zum Kreis Lippe zusammengeschlossen.

### Einwohnerentwicklung
| Jahr      | 1860 | 1939 | 1962 | 2006 |
| Einwohner | 456  | 433  | 647  | 731  |
| --------- | ---- | ---- | ---- | ---- |